# Polesie (rejon ostrowiecki)
Polesie – dawny zaścianek. Tereny, na których był położony, leżą obecnie na Białorusi, w obwodzie grodzieńskim, w rejonie ostrowieckim, w sielsowiecie Ryteń.

## Historia
W czasach zaborów zaścianek w gminie Kiemieliszki, w powiecie święciańskim, w guberni wileńskiej Imperium Rosyjskiego.
Po I wojnie światowej pod administracją polską, w Zarządzie Cywilnym Ziem Wschodnich. W latach 1920–1922 w składzie Litwy Środkowej.
Od 11 kwietnia 1922 zaścianek leżał w Polsce, w województwie wileńskim, w powiecie święciańskim, w gminie Kiemieliszki.
W 1931 w 2 domach zamieszkiwało 13 osób.
Miejscowość należała do parafii rzymskokatolickiej w Kiemieliszkach. Podlegała pod Sąd Grodzki w Święcianach i Okręgowy w Wilnie; właściwy urząd pocztowy mieścił się w Kiemieliszkach.